# Сан-Манго-д’Акуино
Сан-Манго-д’Акуино (итал. San Mango d’Aquino) — коммуна в Италии, располагается в регионе Калабрия, подчиняется административному центру Катандзаро.
Население составляет 1864 человека, плотность населения составляет 311 чел./км². Занимает площадь 6 км². Почтовый индекс — 88040. Телефонный код — 0968.
Покровителем населённого пункта считается святой Фома Аквинский. Праздник ежегодно празднуется 27 января.